# Georges Simenon
Georges Joseph Christian Simenon (født 13. februar 1903 i Liège, død 4. september 1989 i Lausanne) var en belgisk forfatter, der skrev på fransk. Han er især kendt for Maigret-bøgerne og skrev 75 romaner og 28 noveller med kriminalkommissær Maigret som hovedperson. Derudover skrev han yderligere mindst 117 romaner og 134 noveller under eget navn, samt næsten 200 romaner og 1000 noveller, der kan betegnes som triviallitteratur, under forskellige pseudonymer. Inden han for alvor slog igennem, brugte han ofte pseudonymet Georges Sim. På et tidspunkt havde han 150 romaner og novellesamlinger på tryk, og kom med en ny bog hver måned. Mere end 1.400.000.000 bøger var solgt. Han er oversat til 55 sprog og udgivet i 44 lande.
Simenon indledte sin skribentkarriere i en alder af knap seksten år som journalist i fødebyen Liège. I 1920'erne drog han til Paris, hvor han blev en yderst produktiv leverandør af triviallitteratur. Romanerne om Maigret, som han begyndte at skrive i 1930'erne, var de første, han fik udgivet under sit eget navn, og de gav ham et gennembrud som forfatter. Herefter fik Simenon for alvor gang i en omfattende produktion af kriminalromaner og psykologiske romaner, der bevirkede, at han blev en af de mest oversatte og mest læste forfattere i det 20. århundrede. Trods hans store kommercielle succes var litteraturkritikerne ikke enige om en vurdering af ham. Heller ikke med de højere litterære ambitioner han havde med sine "ikke-Maigret"-romaner, overvandt han den lidt nedladende opfattelse af ham som kriminalforfatter og alt for produktiv.
Simenons skrivestil viser sig, trods brugen af et begrænset ordforråd og hans afkald på enhver litterær finesse, at være meget klar og atmosfærefyldt. Hans værker handler efter nogles mening om det "nøgne menneske", det vil sige om det menneske, der kommer til syne, når alle masker er faldet. Derved flød Simenons egen levnedsbeskrivelse ind i hans fiktionsværker og i flere selvbiografier. Hans privatliv var rodet. Ved siden af sine to ægteskaber havde han adskillige affærer med andre kvinder. Han rejste meget og boede i sit liv i ikke mindre end 33 lande, heriblandt Belgien, Frankrig, Canada, USA og Schweiz.

## Livsforløb

### Barndom og ungdom
Georges Simenon blev født om natten mellem 12. og 13. februar 1903 i Liège; de officielle papirer siger 12. februar kl. 23.30. Ifølge Simenons eget udsagn fandt fødslen først sted fredag den 13. februar kl. 0.10, men at hans far på foranledning af sin overtroiske kone havde fremdateret fødslen over for myndighederne. Denne version findes omtalt i de fleste biografier om ham.
Georges' far, Désiré Simenon, var bogholder i et forsikringsselskab, mens hans mor Henriette Brüll inden hun fødte Georges havde arbejdet som ekspeditrice i Liège-filialen af varehuset A l'innovation. Simenon betonede senere ofte modsætningen mellem hans forældres afstamning. Simenonerne var indfødte i Liège og stammede fra en arbejder- og bondeslægt med stærke familiemæssige bindinger. Trods deres flamske rødder besad de en udpræget vallonsk selvforståelse. Henriette Brüll var yngste datter af en preussisk far og en nederlandsk mor og gjaldt i Belgien som udlænding. Efter sin fars fallit og tidlige død var hendes barndom præget af fattigdom og hendes mors kamp for livet. Simenon beskrev det: "Min far manglede ingenting, min mor manglede alt. Det var forskellen på dem."
Mens den opvoksende Georges idealiserede den rolige og nøjsomme far og senere indlagde nogle af hans karaktertræk i Maigret, kunne han samtidig se sin mor i evige bekymringer. Hun fandt med Simenons ord "ulykke, hvor ingen ellers havde forventet den". Da hans tre år yngre bror Christian blev født, følte Georges sig tilsidesat af moderen. Søskendekærligheden var ikke særlig stærk. Simenon omtaler i sine senere selvbiografiske beskrivelser knap nok broderen. Christian Simenon døde i 1947 i 1. indokinesiske krig, efter at han, der tidligere havde været tilhænger af den fascistiske rexisme-bevægelse, på anbefaling af sin bror efter anden verdenskrig havde ladet sig indrullere i Fremmedlegionen. Det problematiske forhold til sin mor gennemsyrede Simenons liv og forfatterskab. Med ordene fra Balzac definerede han en skribent som en "mand, der ikke elsker sin mor." Om det sidste opgør med hende skrev han efter hendes død et brev "Lettre à ma mère."
Allerede mens han gik i børnehave, hvor han kom ind, da hans bror Christian blev født, lærte Georges at læse og skrive. Mellem 1908 og 1914 gik han i folkeskolen på det katolske Instituts Saint-André. Da han gik ud af skolen, var han sin klasses dygtigste og lærernes yndling. Han var messedreng og følte sig kaldet til et præsteembede. Han modtog et mindre stipendium til jesuiterskolen Saint-Louis. Frem for alt var han en ihærdig læser. Han blev snart fortrolig med russisk litteratur via de logerende, ofte af østeuropæisk herkomst, som boede hos hans mor fra 1911. Hans yndlingsforfatter blev Gogol efterfulgt af Dostojevskij, Tjekhov og Joseph Conrad. Op imod ti bøger om ugen lånte han på det offentlige bibliotek, heriblandt Balzac, Dumas, Stendhal, Flaubert, Chateaubriand, Cooper, Scott, Dickens, Stevenson og Shakespeare.
Sommerferien 1915 betød en markant forandring i Simenons liv. Den tolvårige dreng oplevede sine første seksuelle erfaringer med en tre år ældre pige. For at kunne være i nærheden af hende fik han udvirket, at han skiftede til en anden jesuiterskole, Saint-Servais. Her fik han et deltidsstipendium fra september 1915. Snart stod det klart, at hans elskede havde en ældre kæreste, men skoleskiftet fik en anden indvirkning på hans liv. Simenon mistede interessen for religion, men han blev ikke fanget af den mere naturvidenskabeligt orienterede undervisning på den nye skole. I stedet følte han sig som en outsider og en fange. I sin længsel efter frihed drev han om på gaderne til sent om natten, skændtes med sin mor, begik småtyverier og lærte to ting at kende, der skulle få stor indflydelse på hans liv fremover: Alkohol og prostituerede. Nu fandt hans første skriveforsøg også sted; allerede her brugte han det pseudonym, der skulle følge ham til 1930'erne: Georges Sim.
Slutningen på den fase med stigende familiemæssige og skolemæssige problemer kom 20. juni 1918, hvor Désiré Simenon fik en hjerteinfarkt. Diagnosen lød på angina pectoris, og prognosen for, hvor længe hans far kunne overleve, lød på få år. Dermed blev Georges, der var femten år, med ét slag voksen, så han måtte påtage sig at forsørge familien. På stedet stoppede han sin skolegang uden at færdiggøre skoleåret eller tage eksamener. I sin selvbiografisk inspirerede roman L’Âne Rouge beskriver han gennem sin helt sine følelser: "Det var virkelig en befrielse! Hans far havde reddet ham."

### Journalist i Liège
Simenons første ansættelse varede ikke længe. Han blev kun på en læreplads hos en konditor i 14 dage. En plads som butiksassistent hos en boghandler beholdt han i seks uger, indtil han modsagde indehaveren foran kunder. Kort før hans 16-års fødselsdag var det en pludselig indskydelse, der kom til give ham retningen for hans fremtid. På en af sine talrige ture gennem Liège blev Simenon opmærksom på avisen Gazette de Lièges' redaktion. Han trådte indenfor, spurgte om der var arbejde og blev ansat. Chefredaktøren Joseph Demarteau fandt ud af, at Simenon var begavet, og han hjalp ham trods den unge mands lejlighedsvise eskapader. Simenon beskrev det således i et interview: "Blot et øjeblik forinden var jeg bare en skoledreng. Så trådte jeg over dørtrinnet [...] og med ét var verden min".
Den nyudklækkede journalist beholdt i sit nye job pseudonymet Georges Sim. Han førte sig frem med regnfrakke og pibe som sit forbillede, den unge reporter Rouletabille fra Gaston Lerouxs kriminalhistorier. Efter at have overtaget rubrikken "Ulykker og forbrydelser" fik Georges Simenon desuden snart sin egen klumme, hvor han som "M. le Coq" i ironisk stil berettede om "Hors de Poulailler" ("Uden for hønsehuset"). Gazettes samfundsmæssige orientering var højre-konservativ og katolsk, uden det dog betød noget videre for den politisk uinteresserede Simenon. På baggrund af dette skrev han også en artikel med titlen "Den jødiske fare", men han tog senere afstand fra denne antisemitiske artikel, som skulle komme til at forfølge ham. Forfatteren Stanley G. Eskin, der skrev en biografi om Simenon, henviser her til, at Simenons tidlige værker i mindre omfang er præget af antisemitiske strømninger, mens hans senere arbejder er helt fri herfor, og at han rent faktisk blev rost for sine indfølende fremstillinger af jøder.
Bestyrket af succesen med sin klumme, der i 1920 kom hver dag, vendte Simenon sig nu mod den humoristiske litteratur. Han offentliggjorde korte historier i Gazette og i andre tidsskrifter og skrev sin første roman Pont des Arches, der blev udgivet i februar 1921, da Simenon havde sikret sig 300 købere på forhånd. Trods hans succes med sine skriverier blev Simenon på redaktionen betragtet som en enfant terrible, utilpasset og oprørsk. Dette rygte bragte ham ind i kunstnerkredse, og i juni 1919 blev han medlem af kunstner- og anarkistgruppen La Caque, der var opstået i Liège omkring maleren Luc Lafnet. Her lærte han nytårsaften 1920 Régine Renchon at kende. Den tre år ældre kunstners væsen gjorde et dybt indtryk på Simenon, selv om han senere hævdede, at han aldrig var virkeligt forelsket i Tigy – det navn brugte han om hende, da han ikke brød sig om Régine – selv om det for alle omkring dem så ud til, at de kom sammen. Parret forlovede sig snart og planlagde et liv sammen i Paris.
Den 28. november 1921 døde Désiré Simenon. Georges Simenon skrev: "Ingen forstod helt, hvad der udspillede sig mellem far og søn". Mange årtier senere indrømmede han, at han siden så godt som hver dag havde tænkt på sin far. 5. december samme år begyndte hans værnepligt. Efter en måned i det belgisk besatte Aachen blev hans anmodning om tilbagesendelse til Liège accepteret, hvilket betød, at Simenons arbejde for Gazette kunne genoptages. 4. december 1922 sluttede hans værnepligt, og ti dage senere sad han allerede i nattoget til Paris.

### Trivialforfatter i Paris
Den første måned i Paris var en skuffelse for Simenon. Uden Tigy, som var blevet i Liège, følte han sig ensom i den vinterlige hovedstad. Skribenten Binet-Valmer, som han havde forventet at få hjælp af til at blive introduceret til den parisiske litteraturscene, viste sig som medlem af action française at have et tvivlsomt omdømme. I stedet for en forventet stilling som privatsekretær fungerede Simenon som stikirenddreng for Binet-Valmers højreekstremistiske politiske organisation. Samtidig lærte han ved uddeling af flyveblade de parisiske avisers redaktioner at kende. Simenon vendte tilbage til Liège for 24. marts 1923 at gifte sig med Tigy. Herefter fandt han den ønskede stilling som privatsekretær hos markis Raymond de Tracy, der efterhånden udviklede sig til en faderfigur for Simenon. Indtil marts 1924 bestod hans hovedopgave i at rejse rundt i hele Frankrig til velhavende aristokraters besiddelser.
Simenon sagde op fra sin sekretærstilling, selv om han han fungerede godt i den, for at få fodfæste på den parisiske litteraturscene. Fra vinteren 1922-23 skrev han såkaldt 'contes galants', dvs. korte, erotiske fortællinger til frivole parisiske blade. Han skrev i fjorten forskellige magasiner og opfandt dertil en række pseudonymer. Til mere kvalitetspræget litteratur udsøgte han sig avisen Le Matin, der havde et stort oplag. Her blev et møde i den kvindelige litteraturredaktør Colette et pejlemærke for den stramme stil, som senere kom til at præge Simenons værker. Hun afviste flere af hans arbejder og forlangte: "Fjern alt det litterære". Først når han fulgte hendes anbefalinger og fandt ind til sin karakteristiske enkle stil, optog Colette teksterne af "min lille Sim". Efter 25 historier i 1923 fik Simenon 1924-26 offentliggjort mellem 200 og 300 historier i forskellige tidsskrifter.
De første forsøg med længere litterære tekster foretog Simenon inden for triviallitteratur-området. I 1924 skrev han sin første billigbogsroman i hæfteformat med titlen Le Roman d'une dactylo. Med romanens titel om en kvindelig stenograf, var bogens målgruppe klar: Kvinder med lavstatusjobs og hjemmegående husmødre, til hvem Simenon afpassede sine tekster: "romans à faire pleurer Margot" ("romaner, der skal få Margot til at tude"). Simenon opholdt sig dog ikke længe ved de sentimentale kærlighedsromaner, men afdækkede med eventyrromaner og kriminalromaner yderligere to hovedgenrer inden for "roman populaire". Også sine allerede etablerede humoristisk-erotiske fortællinger udvidede han til romanlængde. På trods af den kommercielle succes opfattede Simenon sin voksende mængde af triviallitteratur udgivet under pseudonym først og fremmest som oplæring i skrivekunstens håndværk. Hans talent for markedsføring af ham selv førte til en forsidehistorie i Paris-Soir om hans høje arbejdstempo. En anden hændelse uden fortilfælde blev også berømt: Simenon skulle skrive en romanføljeton offentligt i et glasbur. Planen, der var berammet til 1927, blev ikke til noget, da de involverede aviser gik bankerot, men historien blev en ofte gentaget vandrehistorie, der i manges bevidsthed var en reel begivenhed.
Familien Simenon boede fra 1924 i næsten syv år i en lejlighed på Place des Vosges nr. 27 i en tidligere herskabsbolig, der havde tilhørt kardinal Richelieu. Forfatteren, der på den tid tjente godt, var også meget rundhåndet og havde mange udgifter til fester, rejser, biler og kvinder. Tigy, der i årene i Paris etablerede sig som kunstmaler, opdagede først sin mands mange affærer i 1944, da hun greb ham på fersk gerning. I de mange år havde særligt to kvinder længerevarende betydning for Simenon: Henriette Liberges, den attenårige datter af en fisker i Bénouville, som Simenon og Tigy lærte at kende under et sommerferieophold i 1925. Simenon kaldte hende "Boule", og hun blev ansat som husassistent, men avancerede snart til sin "petit Monsieurs" elskede og skulle forblive ved hans side i næsten fyrre år. Den anden kvinde var Josephine Baker allerede en verdensstjerne, som Simenon i 1927 var hos som privatsekretær og kæreste. Han var så fortryllet af hende, at han overvejede ægteskab, men han frygtede, at han ville komme til at "blive kendt som hr. Josephine Baker". Da Simenon i sommeren 1927 forlod Paris til fordel for Île-d’Aix, var det blandt andet også en flugt fra Josephine Baker.

### Opfindelsen af Maigret
Selv om han fortsat boede i Paris i vintermånederne, var Simenon irriteret over storbyens overfladiskhed og distraktion. I foråret 1928 købte han en båd, som han døbte "Ginette", og med krydsede han sammen med Tigy og Boule gennem Frankrigs floder og kanaler. Om bord fandt Simenon den ro, der gjorde det muligt for ham fuldtud at koncentrere sig om sit arbejde. I 1928 lykkedes det ham at få udgivet 44 billigbogsromaner, hvilket var tæt på at være det samme produktionsomfang på 51 romaner, som han havde nået de foregående fire år. I 1929 genoptog Simenon den succesrige kombination af at rejse og skrive. Han købte en større fiskekutter, der kunne klare havsejlads, og han døbte den "Ostrogoth". Færden på kutteren begyndte i foråret 1929 og førte via Belgien og Nederland til Østersøen. I løbet af dette år udgav Simenon 34 romaner og følte sig moden til et at tage et nyt litterært skridt. Springet til den seriøse litteratur forekom ham dog endnu for stort; med sine egne ord havde han brug for et "sikkerhedsnet". Derfor skabte han nogle "halvlitterære" kriminalromaner med Maigret i centrum.
Ifølge Simenons egen forklaring udtænkte han Maigret i vinteren 1929-30 i en café i den nederlandske by Delfzijl, hvor skitsen af den korpulente kommissær dukkede op i hans hoved helt uden varsel. I forlængelse heraf skrev han den første Maigret-roman, Pietr-le-Letton (Pieter fra Letland). Senere Simenon-forskning har dog afdækket, at Maigret i virkeligheden allerede i fire tidligere billigbogsromaner havde optrådt i varierende omfang, inden han stod klar for Simenon i Delfzijl, hvilket i øvrigt allerede må have været i september 1929. Den første reelle Maigret-roman, Pietr-le-Letton, blev i hvert fald udgivet i Paris og dateret til foråret eller sommeren 1930. Sikkert er det, at Simenons forlag Fayard på ingen måde var begejstret for det stilskifte, som deres indbringende trivialforfatter havde indladt sig på, og Simenon måtte kæmpe hårdt for Maigret og sin mulighed for at udvikle sig som forfatter. Også det forhold, at han ville udgive den nye bog under sit rigtige navn, viste sig at være et handicap, idet hele verden kendte ham som Georges Sim. For at gøre opmærksom på sig selv arrangerede Simenon 20. februar 1931 en stor fest, hvor alle gæster skulle være klædt ud som forbrydere eller politifolk, og her signerede han sine to seneste udgivelser: M. Gallet décédé (Afdøde hr. Gallet) og Le pendu de Saint-Pholien (Den hængte i Liège). Reklamepåfundet lykkedes, og festen blev hurtigt noget, der blev talt om.
Maigret-romanerne blev en øjeblikkelig succes og gjorde med ét slag Simenon berømt. Pressen behandlede ham meget positivt, og snart fulgte oversættelser til en række sprog. I efteråret 1931 lagde Jean Renoir sig i kølvandet på den omrejsende Simenon for at sikre sig filmrettighederne til La nuit du carrefour (Natten ved vejkrydset), hvilke han fik, og yderligere to filmatiseringer fulgte efter. Under alt dette færdiggjorde Simenon sin Maigret-serie med nitten bøger om detektiven. Den roman, der var planlagt som den sidste i serien, skulle have en enkle titel Maigret og sende helten på pension. Fra sommeren 1932 vendte Simenon sig mod den type litteratur, som han tre år forinden ikke havde troet, han skulle kobles op på: Han skrev sine første "romans durs" (hårde romaner). Også i disse romaner skete der som regel en forbrydelser, men de er dog ikke kriminalromaner i klassisk forstand. Eskin betegnede dem som "kriminalromaner med en drejning", ved det at forbrydelsen ofte ikke fandt sted i begyndelsen, men nærmere mod slutningen, og at romanernes fokus ikke lå på den politimæssige opklaring. Da Simenon meddelte sine kontakter hos Fayard om denne nye kursændring, strittede de imod og forsøgte at lægge pres på ham ved at slå på hans kontraktlige forpligtelser til at skrive flere trivialromaner. Nu skiftede Simenon forlag til det velrenommerede Éditions Gallimard, hos hvem han indgik en kontrakt om at udgive seks bøger.
I april 1932 forlod Simenon endegyldigt Paris og flyttede til egnen omkring La Rochelle. Her lejede han godset La Richardière. Da lejemålet udløb i 1934, drog han videre til omegnen om Orléans og fortsatte i 1935 til Neuilly-sur-Seine, inden han i 1938 igen vendte tilbage til La Rochelle-egnen i Nieul-sur-Mer. Ud over de hyppige flytninger – gennem hele sit liv havde Simenon 33 forskellige boliger – var disse år også præget af lange rejser, under hvilke han skrev reportager. I 1932 var han i Afrika, i 1933 i Østeuropa og i 1935 var han på en otte måneder lang rejse, der bragte ham til Tahiti og retur. Den 19. april 1939 blev Marc Simenon født, Georges' første og Tigys eneste barn. Marc Simenon blev senere filminstruktør og filmatiserede flere af sine fars romaner. Halvandet år inden havde Georges Simenon forkyndt: "Jeg har skrevet 349 romaner, men alt dette betyder ingenting. Det arbejde, der virkeligt ligger mig på sinde, har jeg endnu ikke påbegyndt [...] Når jeg bliver 40 år, vil jeg udgive min første virkelige roman, og når jeg bliver 45, vil jeg have modtaget Nobelprisen."

### Anden verdenskrig
Efter det tyske angreb på Nederlandene under anden verdenskrig 10. maj 1940 blev Simenon lige som alle andre soldater i reserven indkaldt til hæren i Belgien. Da han meldte sig på ambassaden, havde man imidlertid andre planer med ham. Efter de tyske troppers indmarch i Belgien havde talrige flygtningekonvojer begivet sig på vej til Frankrig, og området ved La Rochelle var blevet erklæret som modtagelseszone. Simenon blev med sine gode kendskab til dette område udnævnt til kommissær for belgiske flygtninge. Han oplyste senere, at han i et tidsrum på fem måneder havde været ansvarlig for omkring 300.000 flygtninge. Hans levnedsbeskriver Patrick Marnham mente dog nærmere, at det drejede sig om 55.000 flygtninge på to måneder. Under alle omstændigheder gjorde Simenons engagement og organisationstalent en forskel for sine flygtede landsmænd. På tidspunktet for våbenhvilen 22. juni 1940 tog han ansvaret for flygtningestrømmenes tilbagevenden til Belgien, men nu var han nødt til at samarbejde med den tyske besættelsesmagt. Den 12. august stoppede han sit hverv endeligt. Flygtningenes skæbne bearbejdede Simenon senere i to romaner: Le Clan des Ostendais og Le Train (sidstnævnte filmatiseret i 1973). Efter dette havde han afsluttet krigstemaet i sine bøger.
Frankrigs besættelse fik kun beskeden indflydelse på Simenons eget liv. I begyndelsen måtte han som udlænding melde sig hver uge på det stedlige politikontor. Da huset i Nieul blev beslaglagt af tyske tropper, flyttede familien i tre omgange, men blev hele tiden i nærheden af La Rochelle. Fra 1940 boede Simenon og hans familie kortvarigt i et bondehus ved den lille by Vouvant og senere i en fløj af et slot ved Fontenay-le-Comte, inden de i 1942 flyttede ind i landsbyen Saint-Mesmin. Overordnet set klarede familien sit i landlivet ved omfattende selvforsørgelse. Et større problem end besættelsen oplevede Simenon i efteråret 1940, da en læge stillede ham en forkert diagnose. Lægen erklærede efter en rutinemæssig røntgenundersøgelse, at Simenons hjerte var "forstørret og opbrugt", at han kun havde to år tilbage at leve i og kun, hvis han holdt sig fra alkohol og sex, lagde sine spisevaner om og undgik legemligt arbejde. Først i 1944 stillede en parisisk specialist en helt anden diagnose, men i månederne efter den første diagnose levede Simenon i dødsangst. I december 1940 påbegyndte han sin selvbiografi Je me souviens for at kunne fastholde sit liv for sønnen Marc, og han skrev den "fra en dødsdømt far". Senere ændrede han han selvbiografien til en roman i jeg-form med ændrede navne på forslag fra André Gide, som han korresponderede med, og resultatet blev udviklingsromanen Pedigree.
I juni 1941 lagde Simenon sin selvbiografi i skuffen og vendte tilbage til sin normale skrivevirksomhed. I løbet af krigsårene skrev han 22 romaner og 21 kortere historier. Dermed faldt hans produktivitet mærkbart sammenlignet med førkrigsårene, men Gallimard kunne ved at gribe til uudgivet materiale fortsat beholde Simenon som forfatter og give ham et ganske højt honorar. Endvidere vendte han tilbage til sit mest populære påfund. Efter nogle fortællinger, som han fik offentliggjort i tidsskrifter, gik han i 1942 efter otte års pause i gang med at skrive en ny Maigret-roman. Årsagen til genoplivningen af den ellers afmønstrede kommissær var efter Stanley G. Eskins formodning på den ene side at sikre sig en fast indtægtskilde i de usikre tider og på den anden at komme til kræfter igen efter sine "hårde romaner", idet skriveprocessen for Simenon ved disse var langt mere anstrengende og psykisk krævende. Han så selv "Maigret som træning, som fornøjelse, som en befrielse".
Også på det hvide lærred var Simenon i krigsårene til stede i et omfang, der overgik alle andre fransksprogede forfattere. Ni af hans romaner blev filmatiseret, deraf fem på Continental-Film, der var grundlagt af Joseph Goebbels og stod under tysk censur. Selskabet producerede blandt andet ud fra Simenons originale manuskript Les inconnus dans la maison, så den havde antisemitiske tendenser. For sit samarbejde med Continental-Film blev Simenon efter Frankrigs befrielse angrebet på samme måde, som han blev anklaget for at have medvirket i juryen ved Prix de la Nouvelle France, som Goncourtprisen i 1941 var blevet afløst af. Da medlemmer af modstandsbevægelsen i juli 1944 ledte efter ham, gik Simenon i panik, flygtede hjemmefra og gemte sig i flere dage. 30. januar 1945 blev han under anklage om samarbejde med tyskerne sat under husarrest. Anklagen blev snart modbevist, men Simenon fik først sin frihed igen i maj samme år. På det tidspunkt havde han besluttet at forlade Frankrig så hurtigt som muligt. Han skiftede nu fra Gallimard til det nystartede og mere kommercielle forlag Presses de la Cité, hvilket i høj grad gik ud over hans litterære renommé i Frankrig. I august 1945 forlod Simenon det europæiske kontinent med London som mellemstation og påbegyndte et nyt liv på den anden side af havet.

### Amerika
Den 5. oktober 1945 nåede Georges og Tigy Simenon New York. Simenon, der var åben for nye indtryk, følte sig straks godt tilpas på det nye kontinent. Han nød "the American way of life", demokratiet og den allestedsnærværende vægt, der blev lagt på individualiteten. På grund af sine ringe engelskkundskaber rejste han snart videre til det fransktalende Canada, hvor han lejede to bungalower i Sainte-Marguerite-du-Lac-Masson, nordvest for Montreal: Den ene til at bo i, den anden til at arbejde i. Dernæst annoncerede han efter en sekretær og traf derved omkring en måned efter sin ankomst Denyse Ouimet, der skulle blive hans anden hustru. Simenon var fra begyndelsen fascineret af den 25-årige fransk-canadier. I hende mødtes der for ham for første gang både seksuel tiltrækning og kærlighed. Senere betegnede han hende som den mest komplicerede kvinde, han havde mødt. Også hende omdøbte han, så hun blev kaldt "Denise", fordi han fandt skrivemåden med "y" for affekteret. Deres forhold fra fra begyndelsen svært, lidenskaben ramte dem begge med voldsom kraft, og Simenon beskrev det således: "Der fandtes øjeblikke, hvor jeg ikke kunne finde ud af, om jeg elskede hende eller hadede hende."
Den første roman, han fik skrevet på det amerikanske kontinent, var Trois Chambres à Manhattan, og den byggede på hans forhold til Denise. Med den anden, Maigret i New York, sendte han også sin kommissær over Atlanten. I de følgende år rejste Simenon rundt på kontinentet. Han rejste til Florida og Cuba, slog sig ned i Arizona i 1947, først i Tucson, året efter i Tumacacori og endelig drog han i 1949 til Carmel i Californien. Tigy, der efter opdagelsen af Simenons affære med Boule, nu kun levede sammen med ham som deres søns mor og hans veninde, accepterede deres ménage à trois. Da Boule i 1948 ankom fra Frankrig, blev det endda til en menage à quatre. Det var først, da Denise blev gravid, at det kom til en skilsmisse med Tigy, uden at det dog førte til en varig adskillelse. En af klausulerne i skilsmisseafgørelsen forpligtede Tigy til ikke at flytte længere væk fra Simenons hjem end seks miles, indtil Marc blev myndig. 29. september 1949 nedkom Denise med Simenons anden søn, der blev døbt John. 21. juni 1950 lod Simenon sig skille fra Tigy i Reno, og dagen efter ægtede han Denise.
Fra september boede den nye familie på en gård i Lakeville i Connecticut. De næste fem år hører til de mest stabile og produktive i Simenons liv. Han skrev tretten Maigret-romaner og fjorten andre romaner og nød at lade sig assimilere som amerikaneren "George". Også på den litterære front fik han æresbevisninger i sin nye hjemstavn. Han blev valgt til præsident i Mystery Writers of America i 1955 og valgt ind i American Academy of Arts and Letters. Ligeledes blev en europarejse i disse år den fortabte søns triumferende hjemkomst. Hans ry og internationale salgstal voksede. Den 23. februar 1953 blev Marie-Georges (kaldet Marie-Jo) født; hun var Simenons eneste datter, og han knyttede et særligt tæt bånd til hende. I et interview med The New Yorker forkyndte Simenon: "Jeg hører til de heldige. Hvad kan man sige til de lykkelige andet, end at de har opnået det hele?" Han opnåede endda at få amerikansk statsborgerskab, men trak ansøgningen tilbage, da han fik sit amerikabillede formørket under mccarthyismen. Dertil kom psykiske problemer for Denise, der efterhånden blev værre, hvilket han håbede på at kunne lindre ved at flytte. I marts 1955 spurgte en bekendt, hvad der egentlig holdt Simenon i USA. Til det svarede han, at han egentlig ikke vidste det selv. Så gik han i gang med at forberede afrejsen.

### Tilbage i Europa
Den spontane rejse til Europa fandt sted, uden at Simenon havde nogen konkrete planer om, hvor han skulle opholde sig i fremtiden. Han rejste i 1955 sammen med Denise rundt i Frankrig, blev hængende ved Rivieraen et stykke tid, i april i Mougins, fra oktober i Cannes. Der blev han i 1960 udpeget som præsident for juryen ved filmfestivalen. Her støttede han kraftigt guldpalmevinderen Det søde liv af Federico Fellini, hvilket blev begyndelsen på et nært venskab med den italienske instruktør. Simenons kontakt til offentligheden havde forandret sig siden hans hjemkomst til Europa. Han havde nu nået højdepunktet på sin kommercielle succes og forblev tro mod sit mønster med at skifte mellem at skrive Maigret- og andre romaner uden mere at stræbe efter litterær videreudvikling. Trods talrige begejstrede udtalelser fra forfatterkolleger blev den brede kritik i anmeldelserne af Simenons bøger efterhånden dårligere. Han reagerede med bitterhed og foragt for litteraturverdenen. Nobelpriskomiteen, som ikke havde fulgt hans selvbevidste profeti, men i stedet i 1947 havde valgt André Gide, omtalte han i 1964 som "de idioter, der stadig ikke har tildelt mig deres pris".
Til sidst slog Simenon sig ned i Schweiz, og her kom han til at bo resten af sine dage. I juli 1957 flyttede han ind i slottet Echandens i nærheden af Lausanne. I maj 1959 blev Simenons tredje søn født, men selv ikke deres fælles barn kunne dække over den fremmedhed, de to ægtefæller havde opbygget over for hinanden. De drak begge to meget, og det kom til gensidige aggressioner og vold, og i særdeleshed Simenons tidligere lidenskab slog nu over i dens modsætning. Denis beskrev det senere: "Han hadede mig lige så inderligt, som han elskede mig." Situationen blev så belastende for hende, at hun i juni 1962 lod sig indlægge på en psykiatrisk klinik i Nyon, og her vendte hun tilbage igen i april 1964. Trods dette modsatte Simenon sig til sin død at lade sig skille, men Denise levede fra dette tidspunkt ikke mere ved hans side. Simenon offentliggjorde senere sine dagbogsoptegnelser fra årene 1959-1961 under titlen Quand j'étais vieux (Da jeg var gammel). Alene ud fra titlen kan man fornemme hans daværende krise som følge af aldring, personlig ulykkelighed og tvivl på sit eget værk.
Simenon forlod Echandens i december 1963, fordi der var ved at blive bygget en motorvej mellem Genève og Lausanne i nærheden, og slog sig i stedet ned i nærheden af Epalinges. Hans nye hus, som han selv havde planlagt, mindede i stil og størrelse om en amerikansk ranch. De 22 rummelige værelser gav plads til børn og børnebørn, men Simenon følte sig snart ubehageligt til mode og ensom i det store hus. Efter at han i november 1964 havde ladet Boule gå i tjeneste hos sin søn Marc, der i mellemtiden selv havde fået børn, blev Teresa Sburelin den sidste kvinde ved hans side. Den unge venetianer var i november 1961 blevet ansat som tjenestepige, men blev snart hans elskerinde og den, der plejede ham, da han blev gammel. I 1964-1972 skrev Simenon 13 Maigret- og 14 andre romaner i Epalinges. Hans sidste roman var Maigret et Monsieur Charles. I sommeren 1972 planlagde han en krævende roman med titlen Oscar eller Victor, og den skulle sammenfatte hele hans livserfaring. Efter lang forberedelsestid begyndte han 18. september at realisere planen, men den vante skriveproces indfandt sig ikke. To dage efter besluttede han at opgive sin skrivevirksomhed og lod skrive "uden profession" i sit pas. I sine erindringer beskrev Simenon det: "Jeg behøvede ikke længere at give alle dem jeg mødte noget af mig selv (..) Jeg jublede; endelig var jeg fri."
Samme år forlod Simenon huset i Epalinges og satte det til salg. Han flyttede ind i en lejlighed i Lausanne, inden han i februar 1974 flyttede for sidste gang til et hus, der ikke synede af meget, men havde en have med en stor ceder, angiveligt det ældste træ i Lausanne. Efter at han havde opgivet sin skrivevirksomhed, fandt Simenon sig en mere bekvem måde at udtrykke sig på: med en diktafon. Mellem februar 1973 og oktober 1979 dikterede han i alt 21 selvbiografiske bånd, de såkaldte Dictées. Offentliggørelsen af dem affødte ikke nogen større interesse fra publikum eller kritikerne. Alligevel skabte Simenon i januar 1977 i et interview endnu engang overskrifter. Han hævdede i en samtale med Federico Fellini, at han gennem sit liv havde været i seng med 10.000 kvinder, heriblandt 8.000 prostituerede. Hans levnedsbeskriver Fenton Breisler undersøgte udførligt troværdigheden af disse tal. Denise hævdede, at hendes mand overdrev; hun havde selv regnet sig frem til et tal på 1.200. Simenon bekræftede dog selv senere sine tal flere gange og forklarede, at han gennem kvindens seksualitet havde villet lære sandheden om hendes væsen at kende.
Den sidste bog, Simenon offentliggjorde i 1981, var et fiktivt brev til sin datter Marie-Jo med titlen Mémoires intimes, som han tilføjede hendes optegnelser. Marie-Jo, der helt fra barndommen havde haft et særligt nært forhold til sin far – Eskin skrev om et elektrakompleks – og allerede fra sin ungdom havde haft psykiske problemer, havde skudt sig 20. maj 1978 i Paris. Hendes selvmord var et voldsomt slag for hendes far, og Mémoires intimes blev til et skrift, hvori han retfærdiggjorde sig og lagde skylden for hendes død på Denise, idet han fralagde sig enhver skyld. Denise havde på sin side i april 1978 offentliggjort en ikke særlig venlig, afslørende beskrivelse af deres ægteskab under titlen Un oiseau pour le chat (En fugl til katten). Marie-Jos aske blev strøet ud under cederen i Simenons have. Her tilbragte han sine sidste år ved Teresas side. I 1984 fik han fjernet en tumor i hjernen, en operation som han kom sig godt over. I 1988 fik han en hjerneblødning og blev lammet i sine sidste leveår. 4. september 1989 døde Georges Simenon i sit hus i Lausanne. Hans aske blev som hans datters strøet i haven.

## Forfatterskab

### Tal og fakta
Ifølge biografien af Claude Menguy offentliggjorde Georges Simenon under eget navn 193 romaner (deraf 75 Maigret-romaner) og 167 historier (deraf 28 med Maigret). Dertil kommer reportager, essay, 21 Dictées, yderligere fire selvbiografiske værker samt brevvekslinger med André Gide og Federico Fellini. Simenon bearbejdede også en række af sine forlæg til drejebøger og hørespil, skrev teaterstykker samt en ballet, der blev opført. 
Under pseudonym skrev ved siden af sine journalistiske reportager 201 billigbogsromaner og serier, 22 historier og kortfortællinger i belgiske og 147 i franske publikationer foruden over 1000 "contes galantes" (erotiske fortællinger). Til dette anvendte Simenon følgende pseudonymer: Germain d’Antibes, Aramis, Bobette, Christian Brulls, Christian Bull’s, Georges Caraman, J.-K. Charles, Jacques Dersonne, La Déshabilleuse, Jean Dorsage/Dossage, Luc Dorsan, Gemis, Georges(-)Martin(-)Georges/George-Martin-George, Gom Gut/Gom-Gut(t), Georges d’Isly, Jean, Kim, Miquette, Misti, Monsieur le Coq, Luc d’Orsan, Pan, Jean du Perry, Plick et Plock, Poum et Zette, Jean Sandor, Georges Sim, Georges Simm, Trott, G. Vialio, Gaston Vial(l)is, G. Violis.
Simenons værker er oversat til mere end 60 sprog. Han hører til de mest læste forfattere i det 20. århundrede. Det samlede oplag af hans bøger bliver ofte angivet til omkring 500 millioner. Ifølge en statistik fra UNESCO fra 1989 figurerer Simenon på en attendeplads på listen over de mest oversatte forfattere: Inden for den fransksprogede litteratur ligger han på en fjerdeplads efter Jules Verne, Charles Perrault og René Goscinny. Simenon kommenterede den verdensomspændende succes for hans værker, at den skyldtes hans stil, der var holdt bevidst enkel, og som skyldtes hans tætte forbindelse til "småkårsfolk".

### Skriveproces
Simenons måde at skrive på blev detaljeret beskrevet i talrige interview og i hans selvbiografiske værker. Processen begyndte med en plan i kalenderen, derpå fulgte de første skitser lagt i et gult omslag, der blev berømt, og sluttede med det afsluttende telegram til forlaget. En roman affødte hos Simenon altid en tid med usikkerhed og utilpashed. Først skabte han de aktive personer, hvis navne han valgte ud fra en samling af telefonbøger. Dernæst kom det gule omslag i brug: Heri fastholdt Simenon data om personerne og deres indbyrdes forbindelser. Som udgangspunkt for handlingen stillede han spørgsmålet: "Givet dette menneske, stedet, hvor han opholder sig, hvor han bor, det klima, han befinder sig i, hans stilling, hans familie etc. – hvad kan der ske med ham, der tvinger ham til at gå linen ud?" For at få detaljerne på plads i historien studerede Simenon encyklopædier og fagbøger, og ind imellem tegnede han også kort over gerningssteder for at få beskrivelserne så præcise som muligt. I den færdige roman kom der typisk kun en brøkdel af disse detaljer med, men de opbyggede en baggrund, på hvilken figurerne fik deres eget liv i Simenons fantasi.
Når han nedfældede historien på papir, levede Simenon sig ind i sine figurer og gik i en slags trance, eller som han selv udtrykte det, en "nådestilstand", der aldrig varede længere end 14 dage. Han forsøgte at arbejde så hurtigt som muligt og bevidst gribe så lidt som muligt ind i processen. Uden at handlingen og slutningen var lagt fast, lod han sine "figurer handle og tingene i historien udvikle sig efter en passende logik". Nøjagtigt planlagt og indlagt i kalenderen på forhånd var til gengæld det næste trin: Simenon forfattede hver morgen mellem 6.30 og 9.00 et nyt kapitel, hvorpå hans kreativitet var udtømt for den dag. Der måtte i den periode være dage uden arbejde, idet han ellers ville tabe tråden. I begyndelsen af sin karriere skrev Simenon i hånden og skrev bagefter romanen ren på maskine, men senere skrev han direkte på maskine. Efter afslutningen var der afsat tre dage til korrektur, hvor Simenon indskrænkede sig til at rette sproglige fejl, men undlod at finpudse teksten. Da det var umuligt for ham at forklare, hvordan historien havde manifesteret sig, kunne han efterfølgende heller ikke reparere på den. Tilsvarende var han meget imod indgreb fra forlagsredaktørernes side. Efter eget udsagn læste han aldrig sine bøger igen, når de først var udgivet.
I 1920'erne nåede Simenon med sine korte, frivole historier sin højeste produktionsrate. Han skrev firs sider om dagen, hvilket kastede fire til syv fortællinger af sig dagligt. Dermed skrev han på maskinen med en hastighed, der modsvarede hans skrivekraft i slutfaserne af romanerne. Med de højere krav til sit arbejde faldt produktiviteten: Fra firs sider triviallitteratur til fyrre sider ved kriminalromaner pr. dag i to arbejdsgange; efter succesen med de første Maigret-romaner nedsatte han dette til tyve sider pr. dag i én arbejdsgang. Snart gik den egentlige skriveproces igen lige så hurtigt, mens det tungere stof krævede en større forberedelsestid og længere rekreation efterfølgende. Senere brugte han Maigret-romanerne som rekreation efter arbejdet med de mentalt krævende "hårde romaner".

### Stil
På råd af Colette holdt Simenon fra 1923 sig til en udtalt enkel og nøgtern stil. Det ordforråd, han benyttede sig af, indeholdt ikke mere end omkring 2000 ord. En studie af Maigret-romanerne afslørede, at der blev brugt mellem 895 og 2300 ord, at 80 % af ordene tilhørte et basalt ordforråd, og at mindre end 2 % kan siges at være sjældne ord. Som begrundelsen henviste Simenon til en statistik, hvoraf det fremgik, at over halvdelen af alle franskmænd besad et ordforråd på mindre end 600 ord. Han undgik omhyggeligt "litterær" sprogbrug, alle "mots d'auteurs" (forfatterord), og udviklede en teori om "mots matière", de ord, der "har materiens vægt, ord med tre dimensioner som et bord, et hus, et glas vand". Som et eksempel omskrev Simenon aldrig 'regn' som "vanddråber [..], der forvandler sig til perler eller noget i den retning. Jeg vil undgå alle indtryk af litteratur. Jeg har en skræk for litteratur! I mine øjne er litteratur med stort L et uvæsen."
Simenon er særligt blevet rost for sine fremragende beskrivelser, der indgår naturligt som en del af handlingen, som bryder de opstillede scener. Ifølge Stanley G. Eskin var Simenon en skarp iagttager, der var udstyret med en god hukommelse, hvad der gjorde ham i stand til at beskrive præcise skuepladser, hvilket får læseren til umiddelbart at sætte sig ind i hændelserne. Prosaens atmosfære skaber ofte en overensstemmelse mellem indre og ydre handlingselementer i temaerne, hos figurerne og i den omgivende scene. En særlig rolle spiller overalt vejret, som har indflydelse på de aktive personer. Simenon holder også godt øje med helt dagligdags småting i sine figurers verden: Fornemmelsen i kroppen, der følger, når man er forkølet eller har fået nye sko, skubber sig hele tiden ind foran den egentlige handling. I dramatiske og tragiske øjeblikke stiller Simenon helt bevidst beskrivelsen af almindelighederne op imod enhver tendens til patos. Raymond Mortimer udråbte på dette punkt Simenon til "dagligdagens poet". Josef Quack talte om et "samtiden realistiske geni".
Omvendt kom der kritik af den mangelfulde kvalitet af Simenons romaner; den voksede ud af den hastige produktionsproces. Eskin betegnede romanerne som en "ualmindelig serie af førsteskitser", som aldrig blev ordentligt gennemarbejdet. Svaghederne finder man i den strukturmæssige opbygning, der ofte ikke følger en normal spændingskurve. Således lykkes ikke altid romanernes begyndelser og slutninger, handlingen kan undervejs løbe ind i blindgyder, eller slutningen snuppes for brat af. Et skift i fortælleperspektiv indsættes dels som virkningsfuld effekt, dels tjener til at dække over svagheder i handlingen eller fortælleforløbet. Ironi undgik Simenon i store træk, og i de tilfælde, hvor den ubevidst kan spores, kommer den ikke ordentligt frem. På grund af hans aversion mod korrektur, indeholder Simenons romaner elementære grammatiske fejl og gennemgående stilistiske ejendommeligheder, for eksempel hyppige udeladelser af ord og retoriske spørgsmål. Sjældent anvendte virkemidler som sammenligning og metaforer viser en tendens til stereotypi og kliché.

### Maigret
Romanerne om Maigret, kommissær i Paris' kriminalpoliti på Quai des Orfèvres, følger i deres opbygning for en stor del samme skema: Begyndelsen viser Maigret i gang med sine hverdagsrutiner, et liv uden de store begivenheder. Med forbrydelsen kommer der gang i historien. På den måde ligger fokus i mindre grad på den ydre handling – rutinearbejdet bliver for det meste overladt til Maigrets medarbejdere – end på Maigrets indre tankevirksomhed, hvor han forsøger at danne sig en forståelse af handlingsforløbet. Til sidst lægges der op til kommissærens afsluttende forhør, som nærmere former sig som en monolog fra Maigret. Her bliver ikke bare den egentlige udåd opklaret, men tillige oprullet en del af forbryderens tilværelse indtil da. Det er ikke altid, at en arrest afslutter forløbet, mange gange overlader Maigret skurken til sin skæbne. Det er typisk for en Maigret-roman, at der på et tidspunkt skiftes fra et indledende kriminelt mysterium til et psykologisk plan i at finde motivet. Dette bryder ifølge Stanley G. Eskin markant med spillereglerne i de klassiske kriminalromaner og skuffede mange læsere.
Stillet op imod de klassiske kriminalromaner, der ifølge Ulrich Schulz-Buschhaus består af en blanding af "mysterium, action og analyse", har Simenon i sine Maigret-romaner næsten fuldstændigt elimineret de to første elementer til fordel for den psykologiske analyse. Forbrydelsen indkredser ikke her et mysterium i sig selv, den dukker frem af hverdagen og er skabt af helt almindelige forhold. Det er ikke søgningen efter forbryderen, der er i centrum, men forståelsen af gerningen. På samme måde, som Maigret ikke er nogen excentrisk detektiv, men bare en småborgerlig person, der arbejder hos politiet, er gerningsmanden heller ikke nogen dæmonisk forbryder, men nærmere en ganske almindelig person, hvis gerning udspringer af en krisesituation. Kommissæren og gerningsmanden bliver i deres almindeligheder på hver sin måde identificerbare for læseren.
Simenon betegnede Maigret som en "raccomodeur des destins", en der "reparerer på skæbnen". Hans metoder er præget af menneskelighed og medfølelse. Særligt "småfolkene" betragtede han som "sin egen slags", og han var mere fortrolig med dem end med storborgere og aristokrater. Maigrets etik byder ham aldrig at pege fingre ad folk, og derfor afholder han sig fra moralske vurderinger og nærer mistro til retssystemet. Til gengæld er der for ham ikke noget at gøre ved fakta; de bruges til at opnå en dybere forståelse af de menneskelige sandheder. Flere undersøgelser betoner ligheden i Maigrets undersøgelsesmetoder med en forfatters arbejde, ikke mindst når det gælder hans skaber, Simenon: Som denne lever Maigret af evnen til at sætte sig helt ind i en situation. Som denne er han afhængig af dette, at blive inspireret af nøglebegivenheder og derigennem at erkende og forstå sammenhængene. Maigrets mere intuitive end rationelle fremgangsmåde blev kritiseret af Bertolt Brecht: "Den kausale sammenhæng er skjult, det er kun skæbnen, der toner frem, detektiven gætter snarere end tænker". Afslutningen af en sag bliver sjældent en triumf for Maigret. I langt højere grad reagerer han med nedslåethed over for endnu et bevis på menneskets fejlbarlighed. Som en rolig modpol for kommissæren står fru Maigret, prototypen på en gammeldags og ufrigjort husmor, hvis rolle for det meste indskrænker sig til at holde maden varm for sin mand. Simenon betegnede hende som sit idealbillede af en ægtehustru.

### Ikke-Maigret
I centrum af de "hårde romaner", romanerne der ikke handlede om Maigret, står der altid en enkelt person. Over for André Gide erklærede Simenon: "Jeg er ikke i stand til at gennemarbejde mere end en figur ad gangen". Hovedpersonen så at sige altid mandlig. Ifølge Fenton Bresler lykkedes det kun Simenon i ganske få tilfælde at skabe fremtrædende kvindefigurer, som Marguerite i Le Chat, og han påviste efter et studie af Lucille Becker, at kvindefigurerne som regel kun havde en katalysatorfunktion i at sikre de mandlige hovedpersoners skæbne. Ifølge André Gide udsøgte Simenon sig svage figurer, der kunne lade sig drive med, og Gide forsøgte i lang tid at udvirke skabelsen af stærkere hovedpersoner. Stanley G. Eskin beskriver prototypen på Simenons helte som "raté", en "forkrøblet eksistens", der er ulykkelig i sit ægteskab, i sin familie eller en "lille mand" undertrykt i sit arbejde med længsel efter at slippe ud som en clochard, en vagabond. Nicole Geeraert benævnte figurerne som neurotikere, "der var dårligt egnet til det håndværk, det er at være menneske".
Mange gange føler Simenons hovedpersoner et savn, som de i lang tid har kunnet undertrykke, til den på et bestemt tidspunkt bliver bragt på bane. Efter at de har aflagt deres iboende adfærdsmønstre, mister de faste regler deres gyldighed. Figurerne overtræder loven i en følelse af overlegenhed eller skæbnebetinget magtesløshed. Krisen munder enten ud i heltens undergang eller skader på hans psyke med tilhørende resignation. Dermed bliver strukturen i Simenons "ikke-Maigret"-romaner på sin vis knyttet op på Maigret-romanernes skema: Hovedfiguren er en blanding af forbryder og offer, i stedet er forbrydelsen ofte blot et uheld, der bliver det, der udløser krisen, og som under forhør bestemmer handlingens tilståelse. Men der mangler figuren Maigret til at "reparere på skæbnen", og derfor ender romanerne ofte dystert. Uden den udglattende kommissær bliver hovedpersonerne, der har fejlet, til slut overladt til sig selv og deres livsangst. I tråd med de herskende sociale relationer på den tid, omkring depressionen i 1930'erne, der ganske vist kun i begrænset omgang fandt vej til romanerne, blev Simenon flere gange inspireret af bagsiderne, som han oplevede i sit eget liv med relationerne i familien Simenon og Brüll, hans egen turbulente ungdom, fra det ofte forekommende motiv med skråplanet ud i kriminalitet til hans ulykkelige andet ægteskab. Desuden fulgte romanernes skuepladser med hans hyppige flytninger, om end med forsinkelse: "Jeg kan ikke skrive om det sted, jeg bor til enhver tid bor på."
Simenon sammenfattede sit værk som en søgning efter "l'homme nu", det "nøgne menneske". Han beskrev det således: "Det menneskelige, der er fælles for os alle, blot med alle grund- og urinstinkter". Simenons figurer er, uden at det er dem bevidst, forudbestemt i deres eksistens gennem instinkt og grundlæggende behov. Ifølge Nicole Geeraert beskriver Simenon et deterministisk og pessimistisk menneskesyn. For Hanjo Kesting kobler handlingen sig "næsten altid på et fatalistisk tog, et element af uundgåelighed og skæbne". Allerede i sin første Maigret-roman, Pietr-le-Letton, udviklede Simenon sin "tåreteori", nemlig "det øjeblik, hvor mennesket bag skuespiller viser sig". Dette eksistentielle spring er det, som Simenon indarbejder i sine figurers livshistorier. Ofte fører det til "act gratuit", handling uden tilsyneladende motiv. For litteraturkritikeren Robert Kanters var "Balzac den forfatter, som mennesket udvikler sig hos, mens Simenon er den, hvor de brydes ned".

### Litterære forbilleder og position i kriminallitteraturen
Simenon var tidligt præget af russisk litteratur, som efter hans eget udsagn især kom til at præge hans "hårde romaner". Han forbandt sin dragning mod "småfolk" til Gogol: "Jeg har hele mit liv ikke søgt efter helte, der var store i slaget, eller efter de store tragedier; i stedet har jeg interesseret mig for de små i samfundet, givet dem en heroisk dimension uden at fratage dem deres ubetydelige identitet og deres beskedne liv". Tjekhov har været hans inspiration i forståelsen af betydningen af det sociale miljø. Som hos Tjekhov kender hans figurer ikke sig selv, men er på sporet: "forfatteren forsøger ikke at forklare dem, men lader dem i al deres kompleksitet virke på os". Fra Dostojevskij har hentet et forandret skyldbegreb: "Skyld er ikke længere en simpel og klar bestanddel af gerningen, som man finder den i jurabøgerne, men bliver til en personlig konflikt for den enkelte".
Den klassiske kriminallitteratur havde knap så stor indflydelse på Simenons værk. Han havde ikke særlig stor interesse i andre kriminalforfattere, og han læste da også kun få kriminalromaner. Julian Symons vurderede det således: "Maigret-romanerne har deres egen plads i kriminallitteraturen, ja, de har knap nok forbindelse med de øvrige værker i genren." Den franske kriminalroman holdt sig traditionelt inden for eventyr- og fantastisk litteratur. Først med Simenon holdt realismeplanet sit indtog i den fransksprogede kriminallitteratur. Pierre Assouline så Simenon som udgangspunkt for en ny fransk kriminalroman, der var uafhængig af den amerikanske tradition. Endnu videre gik Pierre Boileau og Thomas Narcejac, som mente, at Simenon overhovedet ikke skrev kriminalromaner. Godt nok betjente han sig af genrens teknikker, men med hans fokus på baggrundene i de menneskelige forhold kunne "man ikke regne ham som detektivromanforfatter. Det er bare på grund af en misforståelse, at Maigret regnes for den største detektiv".
På trods heraf blev Simenon pejlepind for en ny psykologisk præget type af kriminallitteratur, der omfatter blandt andet netop Boileau og Narcajec samt Patricia Highsmith. Han har inspireret forfattere overalt i den vestlige verden, og blandt danske forfattere, der har erklæret deres begejstring for Simenon, kan nævnes Anders Bodelsen, Pia Juul og Christian Mørk.

## Modtagelse

### Samtidens opfattelse
Maigret-romanerne fik fra 1931 umiddelbar succes. Om efteråret udnævnte forlæggeren Hachette Simenon til årets bestsellerforfatter. Pressen viste straks fra begyndelsen sin interesse og roste i det store hele bøgerne. Den positive kritik fremhævede især stilen og kvaliteten af beskrivelserne og opsummerede, at Simenon hævede detektivromanerne til et seriøst og højere litterært niveau. De mere lunkne kritikere insisterede ofte på genrens lave status, hvor dog Simenon beviste høj håndværksmæssig kunnen, mens de sjældent forekommende negative kritikere simpelthen kedede sig i forfatterens selskab. Simenon blev sammenlignet med andre flittige skribenter som Edgar Wallace, mens Maigret blev sidestillet med Sherlock Holmes. Kritikeren og journalisten Roger Dévigne medtog La guinguette à deux sous i sit valg af de ti bedste bøger i 1918, mens forfatteren og kritikeren Jean Cassou fandt i Simenons romaner mere poesi end i de fleste såkaldte poetiske værker. Stanley G. Eskin opsummerede det såledet: Simenon kom i 1931 ind i varmen.
I løbet af få måneder blev Maigret-romanerne oversat til otte sprog. I England og USA var modtagelsen blandet. The Times Literary Supplement skrev om "godt fortalte og kløgtigt konstruerede historier", Saturday Review betegnede det således: "Historien er bedre end detektiven". En undtagelse var Janet Flanner, der i New Yorker i en euforisk omtale udnævnte Simenon til at være "i en klasse for sig, ganske enkelt". På det tyske marked tog det lang tid for Simenon at slå igennem. Efter flere forskellige udgaver både før og efter krigen kom gennembruddet først med udsendelsen af en række af romanerne hos Kiepenheuer & Witsch i 1954.
Også Simenons første ikke-Maigret-romaner blev i 1930'erne overvejende modtaget positivt. Der fandtes to grundlæggende opfattelser: Den ene gruppe af kritikere så Simenon som en kriminalforfatter, der prøvede kræfter med den finere litteratur, og den anden gruppe af litterater havde hele tiden set ud over kriminialromangenren. Hyppigt blev en enkelt roman fremhævet som den, der efter en kritikers opfattelse markerede gennembruddet for Simenon inden for den seriøse litteratur. Eskin betegner det som et spil, der skulle blive gentaget i de næste ti-tyve år i modtagelsen af Simenons værker. Litteraturkritikeren Robert Kemp betegnede Simenons værker som "halvvejs populærromaner, halvvejs detektivromaner", hvortil han føjede "de ser for mig ud til at have stor værdi". Hans kollega André Thérive bedømte Les Pitard til at være "et mesterværk i finkultur, i uforfalsket form". Paul Nizan replicerede dertil: "Det står klart, at han var en tålelig detektivromanforfatter, men en endog ganske mådelig skaber af helt almindelig litteratur".
Gennem de otte år, hvor Simenon havde lagt Maigret bag sig og i stedet udgivet "romans durs", var hans salgstal faldende. Det strammede derfor til i hans kald som seriøs forfatter. Uanset hvad blev han i offentligheden som hidtil især husket som den, der havde skabt Maigret, selv da han var stoppet med at skrive Maigret-romaner. Også i den periode, hvor han boede i Nordamerika, blev der forsat i den franske presse skrevet om "tilfældet Simenon", ganske vist ikke mere med helt samme opmærksomhed, som havde været i tiden før anden verdenskrig. Eskin beskrev en usikkerhed i vurderingerne af, hvordan man skulle rubricere Simenon, idet han tilsyneladende ikke passede i nogen fast litteraturskuffe. Til gengæld tog interessen for ham til i USA, og hans romaner udviklede sig i retning af det nye publikum. I 1950'erne udkom de første bøger om Simenon, begyndende med Thomas Narcejacs Le Cas Simenon, hvori Simenon blev stillet op imod Camus, og ført videre med blandt andet en sovjetisk monografi. Efter at have fået amerikansk hæder hos American Academy of Arts and Letters og Mystery Writers of America blev Simenon i 1952 også optaget i L'Académie Royale des Sciences, des Lettres et des Beaux-Arts de Belgique. I 1966 modtog han Grand Master Award hos Mystery Writers of America, og i 1974 fik han Kriminalakademiets Grand Master-pris i Sverige.
Fra midten af 1950'erne og gennem resten af hans forfatterkarriere holdt Simenons renommé sig på et højt niveau. Enkelte beundrere kæmpede mod det udbredte Maigret-billede og forsøgte at placere ham som en seriøs forfatter, men i almenheden forblev opfattelsen af Simenon ikke entydig. Skiftet af forlag fra det agtværdige Éditions Gallimard til det mere kommercielle Presses de la Cité medførte også ifølge Marnham ridser i Simenons renommé i Frankrig og stod i vejen for en bredere litterær anerkendelse. De sene selvbiografiske værker formåede ikke specielt at hæve Simenons anseelse. Quand j'etais vieux fik blandet kritik. The Guardian talte for eksempel om en "mandlig menopause", og The Sunday Telegraph kommenterede den således: "Hmm!" Dictées fik ikke nogen stor læserskare i modsætning til Mémoires intimes, der på grund af sine afsløringer godt nok blev mødt af stor interesse, men til gengæld fik dårlig kritik.

### "Tilfældet Simenon"
I analysen af Simenons værker er der allerede tidligere bragt et motto på banen: "le cas Simenon" ("tilfældet Simenon"). Begrebet stammer fra Robert Brasillach, der så tidligt som i 1932 havde udarbejdet to modsatte karakteristikker af af Georges Simenon: Hans begavelse, hans iagttagelsesevne og hans sans for atmosfære på den ene side, og skødesløsheden i hans omsætning, de overfladiske konstruktioner og den manglende litterære udvikling på den anden side. Begrebet greb om sig i løbet af de følgende halvtreds år gennem talrige beskrivelser og blev slutteligt også til titlen på den første afhandling i bogform om Simenon skrevet af Thomas Narcejac. I 1939 var "tilfældet Simenon" hos Brasillach blevet til "eventyret Simenon", og han ønskede, at Simenon ville rette blikket mod nye kyster: "Skulle nogen være i en position til en dag at skrive vor tids store roman, så er der [..] stor sandsynlighed for, at det er denne unge mand".
François Bondy anvendte i 1957 begrebet "miraklet Simenon" specielt i beskrivelsen af Simenons udvikling fra at skrive "middelmådigt bras til ægte litterære værker", men også for "det faktum, at vurderingen af hans værker trods alt fortsat befinder sig i en gråzone". Derved beskrev han en vej "fra den bredtfavnende virtuositet til den intensive koncentration og simpelheden". Alfred Andersch talte om "gåden" Simenon, da den mest berømte og mest læste franske forfatter i 1966 var udeladt i begge de samtidige beskrivelser af den franske litteratur af henholdsvis Maurice Nadeau og Bertrand Pingaud: "Han er en gåde. Han indgiver én den mistanke, at hele vores opfattelse af litteratur kan være forkert". Også for Jean Améry stod "tilfældet Simenon temmelig alene i den moderne litteratur"; han beskrev selv: "Fænomenet Simenon – et i dag måske enkeltstående fortælletalent, som er koblet med en ikke mindre uhørt arbejdskapacitet". Simenon selv vendte sig imod begrebet "cas Simenon": "Jeg er ikke noget tilfælde, jeg er blevet påduttet at være et 'tilfælde'. Jeg er ganske enkelt en romanforfatter, det er det hele". Han henviste til forbilleder som Lope de Vega, Charles Dickens, Balzac, Dostojevskij og Victor Hugo. I deres samtid skrev ingen mere end dem, men derfor betragtede man ham, der gjorde som de traditionelle romanforfattere, som nutidens "tilfælde".
For forlæggeren Bernard de Fallois var det "Simenons største fortjeneste at have fået folk i gang med læsningen igen, [..] at have forsonet kunsten og læserne igen". Hans romaner blev for læseren "et middel til selverkendelse og næsten svaret på dennes personlige søgen". Tilsvarende beskrev litteraturkritikeren Gilbert Sigaux, udgiveren af nogle af Simenons værker, hvordan Simenon ville tvinge læseren "til at betragte sig selv". Han spurgte "ikke: Hvem har slået ihjel, men hvor skal vi hen? Hvori ligger meningen med vores eventyr?" I den henseende hørte alle Simenons romaner "til én og samme roman". Georg Hensel tilføjede: "Den, der i det 21. århundrede vil erfare, hvordan det man levede og følte i det 20. århundrede, bør læse Simenon. Andre forfattere vidste måske mere end han om samfundet. Men om det enkelte menneske vidste ingen mere end han". For Thomas Narcejac rakte Simenon med sit "fravalg af at karakterisere såvel mennesker som hændelser eller at flytte over i intrigen, ind i den søgende" og hørte dermed til kredsen af eksistentialister. Jürg Altwegg så det som Simenons største styrke, "at trække sine figurer væk fra deres normale miljø og derved afdække dem", og han betegnede ham som "det tavse flertals Goethe": "Godt nok havde Zola og andre gjort de underpriviligerede til temaer i deres værker. Men først med Simenon lykkedes det at vinde disse masser til læsere".

### Andre kunstneres mening
Simenon hørte til den sjældne gruppe af populære forfattere, der samtidig var højt værdsat af sine forfatterkolleger. Til de første af den type beundrere var Hermann Keyserling, der i 1935 omtalte Simenon som et "naturtalent" og gav ham tilnavnet "idiotgeni", hvilket Simenon var ret stolt af. Han blev ret tidligt nær ven af André Gide, der i 1939 skrev, "at jeg regner Simenon for en stor romanforfatter, måske den største og mest ægte romanforfatter, der for tiden findes i den franske litteratur". I Amerika blev han ven med Henry Miller, der vurdere ham således: "Han er alt det, en forfatter gerne vil være, og han bliver forfatter. En forfatter uden for enhver norm, som alle ved. Han er virkelig original, ikke blot i nutiden, men til alle tider". Hans ven fra sent i livet, Federico Fellini, udtrykte om omfanget af Simenons værk: "Jeg kan næsten ikke fatte, at Simenon virkelig eksisterer".
Mange af verdenslitteraturens forfattere hører til Simenons læserskare. William Faulkner bekendte: "Jeg læser gerne kriminalromaner af Simenon. De minder mig om Tjekov". Walter Benjamin var på samme spor: "Jeg læser alle nye romaner af Simenon". Ernest Hemingway roste de "vidunderlige bøger af Simenon". Kurt Tucholsky beskrev det således: "Denne mand har den store og så sjældne gave at kunne skrive store episke fortællinger uden noget at fortælle. Hans historier har for det meste ikke noget indhold [..] Og du kan ikke lægge bogen fra dig – den trækker i dig, du vil vide, hvordan det går videre, men det går overhovedet ikke videre. [..] Det er helt tomt, men hvilke farver er ikke brugt til at male denne gryde!" Thornton Wilder bedømte ham således: "Fortælletalent er den mest sjældne af alle talenter i det 20. århundrede. [..] Simenon har denne begavelse helt ud i fingerspidserne. Vi kan alle lære af ham". Efter Gabriel García Márquez' mening var han simpelt hen "den vigtigste forfatter i vort århundrede".
I særlig grad beundrede mange kriminalforfattere Simenon. For Dashiell Hammett var han "den bedste krimiforfatter i vore dage", for Patricia Highsmith "den største fortæller i vore dage" og for W.R. Burnett "ikke blot den bedste krimiforfatter, han er også simpelt hen en af de bedste forfattere". Friedrich Glauser roste Maigret-serien: "Romanerne er næsten alle skrevet efter samme skema. Men de er alle gode. Der er en atmosfære i dem, en slet ikke tarvelig menneskelighed, en omhyggelighed i detaljerne". Cecil Day-Lewis indrømmede, "at han med sine bedste kriminalromaner hæver overliggeren, så hans kolleger ikke kan nå den".
Rækken af Simenons beundrere passede til gengæld kritikerne. For Julian Barnes var det en "til tider noget pinlig beundring", at den enige forfatterskare udviste. Phillippe Sollers skrev: "At Gide – efter at have afvist Proust – regnede ham som den største forfatter i sin tid, er uimodståeligt komisk". Også Jochen Schmidt regnede Simenon for "meget overvurderet". Omtalen af ham som den "største forfatter" hører "til den type floskler, der allerede har en noget besk bismag".

### Betydning og eftertidens vurdering
Simenons romaner blev i stor udstrækning filmatiseret. Pr. 2010 er der udsendt i alt 65 biograffilm og 64 internationale tv-produktioner, herunder serier, der for nogles vedkommende har været produceret gennem flere år. Den mest omfangsrige serie er det franske statslige tv-selskabs Maigret-serie, der først med Jean Richard som Maigret omfatter 80 afsnit (1967-1990) og senere med Bruno Cremer som hovedperson i 54 afsnit (1991-2005). BBC producerede 1960-1963 52 afsnit med Rupert Davies som Maigret. På biograflærredet så man i flere film Jean Gabin som Maigret.
I 1976 blev der grundlagt et Centre d'études Georges Simenon ved Liège Universitet under ledelse af litteraturvidenskabsmanden Maurice Piron. Centret er dedikeret til forskningen i Georges Simenons liv og værk og har siden 1989 udgivet tidsskriftet Traces. Simenon donerede sine manuskripter, arbejdsdokumenter og forretningsmæssige memorabilia til centeret, der indtil da havde været opbevaret af Simenons Fond. I 1989 blev der i Bruxelles grundlagt en international forening, Les Amis de Georges Simenon, der siden har afholdt årlige Cahiers Simenon og har udgivet en række forskningspublikationer samt hidtil uudgivne tekster.
I anledning af 100-året for Simenons fødsel erklærede regionen, hvortil hans fødeby Liège hører, 2003 for "Wallonie 2003, Année Simenon au Pays de Liège" (Simenon-år), og i den anledning blev der skabt en række udstillinger og andre arrangementer i relation til forfatteren. I disse rammer var der 25. september 2003 på Opéra Royal de Wallonie i Liège urpremiere på musicalen Simenon et Joséphine om Simenons forhold til Joséphine Baker. Også i den del af den franske atlanterhavskyst, hvor Simenon boede i længere tid, bliver han med mellemrum mindet. I omegnen af Les Sables-d’Olonne har der siden 1999 årligt været arrangeret en Simenon-festival til ære for forfatteren. Hans popularitet i Belgien på hver side af sproggrænsen er højst forskellige, hvilket blev bevist i 2005 i belgisk tv i en seerafstemning om den "største belgier". Her blev han i den vallonske del stemt ind som nummer ti, mens han i den flamske del blot blev nummer 77.

## Værker
| - Le Passager du Polarlys (1930) - La Folle d'Itteville (1931) - Le Relais d’Alsace (juli 1931) - Les Fiançailles de M. Hire (marts 1933) - Le Coup de lune (april 1933) - La Maison du canal (maj 1933) - Les Gens d'en face (september 1933) - Le Haut Mal (november 1933) - L'Homme de Londres (1934, omredigeret i 1976) - Le Locataire (1934) - Les Clients d'Avrenos (1935) - L’Assassin (1935) - Les Pitards (1935) - Quartier nègre (1935) - Ceux de la Soif (1935) - 45° à l'ombre (1936) - Les Demoiselles de Concarneau (1936) - Long cours (1936) - L'Évadé (1936) - Le Testament Donadieu (1937) - L'Homme qui regardait passer les trains (1938) - La Marie du port (1938) - Le Bourgmestre de Furnes (1938) - Les Sœurs Lacroix (1938) - Les Trois Crimes de mes amis (1938) - Les Rescapés du Télémaque (1938) - Le Coup de vague (1939) - Les Inconnus dans la maison (1940) - La Vérité sur Bébé Donge (1940, udgivet i 1942) - Malempin (1940) - Les Rapports du gendarme (1941) - Le Voyageur de la Toussaint (1941) - La Veuve Couderc (maj 1940, udgivet i 1942) - Pedigree (1943, udgivet i 1948) - Le Fils Cardinaud (1943) - L'Aîné des Ferchaux (1943) - La Révolte du canari (1944) - Le Deuil de Fonsine (januar 1945) - Madame Quatre et ses enfants (januar 1945) - Le Cercle des Mahé (1945) - La Maison des sept jeunes filles (1945) - La Fuite de monsieur Monde (1945) - Trois chambres à Manhattan (1946) - Un certain monsieur Berquin (august 1946) - L'Escale de Buenaventura (august 1946) | - Les Petits Cochons sans queue (november 1946) - Le Petit Restaurant des Ternes (januar 1947) - Le Petit Tailleur et le Chapelier (marts 1947) - Le Clan des Ostendais (1947) - Au bout du rouleau (1947) - Lettre à mon juge (1947) - Le Destin des Malou (1947) - La Jument perdue (1948) - La neige était sale (1948) - Le Cas Maletras (1948) - Les Fantômes du chapelier (1949) - Le Temps d'Anaïs (1950) - Les Volets verts (1950) - Un nouveau dans la ville (1950) - Sept petites croix dans un carnet (september 1950) - La Mort de Belle (december 1951, udgivet i 1952) - Antoine et Julie (1952) - Feux rouges (1953) - Le Grand Lot (1953) - L'Horloger d'Everton (1954) - Le Grand Bob (1954) - Le Châle de Marie Dudon (1954) - Le Bateau d'Émile (1954) - En cas de malheur (1956) - Le Fils (1957) - Antoine (1957) - Les Frères Rico (1957) - Strip-tease (1957) - Le Président (1957) - Le Passage de la ligne (1958) - Dimanche (1958) - La Vieille (1959) - Betty (1960) - Les Noces de Poitiers (1960) - Les Autres (1961) - Le Train (1961) - Les Anneaux de Bicêtre (oktober 1962, udgivet i 1963) - Le Petit Saint (1964) - La Chambre bleue (1964) - Le Train de Venise (1965) - La Mort d’Auguste (1966) - Le Riche Homme (1970) - Le Petit Homme d'Arkhangelsk (1956) - Novembre (1969) - La Cage de verre (1971) - Les Innocents (1972) |

### Biografier
- Fenton Bresler: Georges Simenon. Auf der Suche nach dem "nackten" Menschen. Ernst Kabel, Hamburg, 1985 (tysk) (originaludgave: The Mystery of Georges Simenon. Stein & Day Pub, 1987 (engelsk)).
- Stanley G. Eskin: Simenon. Eine Biographie. Diogenes, Zürich, 1989 (tysk) (originaludgave: Simenon: A Critical Biography. MacFarland and Company, Jefferson, N.C., USA, 1987 (engelsk)).
- Nicole Geeraert: Georges Simenon. Rowohlt, Reinbek, 1991 (tysk).
- Daniel Kampa o.a. (red.): Georges Simenon. Sein Leben in Bildern. Diogenes, Zürich, 2009 (tysk).
- Patrick Marnham: Der Mann, der nicht Maigret war. Das Leben des Georges Simenon. Knaus, Berlin, 1995 (tysk) (originaludgave: The Man Who Wasn't Maigret – A Portrait of Georges Simenon. Farrar, Strauss and Giraux, New York 1992 (engelsk)).
- Pierre Assouline: Simenon. Julliard, 1992 (fransk).

### Om hans værker
- Arnold Arens: Dan Phänomen Simenon. Steiner, Stuttgart, 1988 (tysk)
- Hanjo Kesting: Simenon. Essay. Wehrhahn, Laatzen, 2003 (tysk)
- Hans-Ludwig Krechel: Strukturen des Vokabulars in den Maigret-Romanen Georges Simenons. Lang, Frankfurt am Main, 1982 (tysk).
- Claude Menguy: De Georges Sim à Simenon. Bibliographie. Omnibus, Paris 2004 (fransk)
- Josef Quack: Die Grenzen des Menschlichen. Über Georges Simenon, Rex Stout, Friedrich Glauser, Graham Greene. Königshausen & Neumann, Würzburg, 2000 (tysk).
- Claudia Schmölders, Christian Strich (red.): Über Simenon. Diogenes, Zürich, 1988 (tysk). I noterne er anvendt:
  - Jürg Altwegg: Der Goethe der schweigenden Mehrheit.
  - Jean Améry: Das fleißige Leben des Georges Simenon.
  - Alfred Andersch: Simenon und das Klassenziel.
  - François Bondy: Das Wunder Simenon.
  - Bernard de Fallois: Simenon – dies ungestrafte Laster.
  - Georg Hensel: Simenon und sein Kommissar Maigret.
  - Robert Kanters: Simenon – der Anti-Balzac.
  - Francis Lacassin: "Sie sind also der Romancier des Unbewußten?" Interview med Georges Simenon.
  - Thomas Narcejac: Der Punkt Omega.
  - Eléonore Schraiber: Georges Simenon und die russische Literatur.
  - Gilbert Sigaux: Simenon lesen.
  - Julian Symons: Simenon und sein Maigret.